# 西脇理恵
西脇 理恵（にしわき りえ、1975年8月11日 - ）は、日本のタレント、ラジオパーソナリティ、女優、元AV女優。旧芸名：すぎはら 美里（すぎはら みり）。
「特定非営利活動法人ミリタリーエアポート」代表理事である。
「覇汝家」（はなや）結成以降は、「総長」「乙女総長」の名前でも活動する。

## 概要
新潟県五泉市出身。フランス系の子孫。高等学校中退。元暴走族。新潟・古町（ふるまち）のクラブママを初めとして30以上の職種を経験していることを公表している。芸能系の活動だけでもラジオDJ、AV女優、プロレス、お笑い芸人と極めて振れ幅が広い。
現在は中高生の虐めや性問題などをテーマとするNPO法人の代表として講演・カウンセリング活動する傍ら、単独でタレント活動を継続している。シングルマザーで、芸能デビュー前に結婚・出産・離婚を経験している。
映画『戦極 Bloody Agent』の撮影終盤に子宮頸癌が見つかり、治療を並行。のちに手術する。
地元・新潟では、企画立上げから関わった、深夜バラエティ『ヤンごとなき！』（新潟テレビ21）が好評を博し、
全国ローカル番組視聴率で『水曜どうでしょう』を超える。同番組MCを４年で「卒業」。現在は、日本のsubcultureである「特攻服」と「ヤンキー書道」「マブダチ」を世界に発信するべく、多ジャンル女子集合イベント「FUJIYAMA特攻★ヤッピー」のようなジャンルにとらわれない様々な企画を立上げ、運営している。

## 略歴
2000年に『ビューティフルライフ』（TBS）に出演。その後、SHIBUYA-FM、NACK5などでのDJを中心に活動した。
2002年にAVデビュー。痴女・レズものを中心に活躍、2003年にAV女優を引退。
2004年に歌舞伎町でミックスバーを開業（現在は閉店）。
2005年にディーヴァとして、DDTプロレスリングに参戦。
2006年から新潟県のお笑い集団「NAMARA」「こわれ者の祭典」と共演。
2007年4月28日に『エンタの神様』（日本テレビ系）で、お笑いコンビ「Mint姉弟」のツッコミとして、芸人デビュー。相方は楽しんご（当時は「しんご」名義）
2008年 自伝『咲き走り☆ホットロード』を講談社より発売。
いじめや性教育の問題をテーマにした講演活動を、中学・高校を中心に行っている。
2009年より東京を中心にお笑いチャリティライブを定期的に開催。主催・司会を担当。
2010年には特定非営利活動法人ミリタリーエアポートを設立、代表理事に就任。お笑いチャリティライブの他チャリティイベントの企画・主催・後援などを行う他、東日本大震災発生後には、「長靴をはいた愛」プロジェクトと銘打ち、被災地の宮城県亘理町、南三陸町に長靴を届けるプロジェクトも行った。
2013年4月1日を以って、芸名を本名の西脇理恵に変更。
2015年10月10日、ヤンキーユニット構想「原宿銀蜂」を立ち上げる。
2016年に、ヤンキー音楽ユニット「覇汝家」（はなや）を結成。 アイドル界の仲間入りを果たす。その際のキャッチコピーは「さみしがりやのボスゴリラ」。
デビュー曲「ボインto the ワールド」は、矢口真里MCのAbemaTVで年末特集に連続で呼ばれる程のインパクトを与えた。
地元新潟出身のアイドルグループNegiccoとは、姉妹のように仲が良い。

## 人物
祖父がフランス系アメリカ人。姉御肌・「男前」を自称。小学校時代は、児童会副会長を務めた。会長に立候補するも、教師に「女は会長に出来ない」と言われ、女性差別に猛抗議。
小学卒業時までに現在の身長（170cm弱）になり、以後正しい年齢で見られなくなる。中学時代、いじめられた友達の抗議で他校の男子生徒と決闘し完勝。現在のプロフィールにも特技「喧嘩」とされている。
10代後半に新潟のレディース（女暴走族）「鬼女恋命」（きじょれんめい）の2代目総長だった。同じく10代後半、新潟の繁華街古町でクラブのママをしていた。同じく10代後半、新潟のモデル事務所「ジョイフル」でレースクイーンをしていた。雑誌記事によると本人は「この3足のワラジの1日24時間は寝る時間が無かった」。
友人に勧められた新聞の3行広告「エキストラ募集」を見てエキストラ出演。エキストラ初仕事は『ビューティフルライフ』第1話で美容室の客役。
第2話からは、美容室のメンバーとしてレギュラー出演している。
母親の病気治療費を稼ぐため「AVの活動は1年限定」の初志貫徹。
東京・歌舞伎町で経営していた「ミックスバー」は、ゲイバー・オカマバーなどに対してホモ・レズ・オカマ・ニューハーフ・ノンケ店員の「ミックス」（混合）という意味。
書道二段。能や香など和風なものにも興味を持つ。
発起人として活動するお笑いチャリティイベント・リィライブでは自らもMCとして舞台に立つ。
2014年4月には初めて東京23区外で特別開催を行い（府中市にて）、500人の観衆を集めた。

## イベント・講演
- プリンセスホッピーin江ノ島2005（主催：ホッピービバレッジ株式会社） - プロデュース
- にいがた思春期研究会2006年例会 - 講師
- 東京青年会議所2006年10月例会「〜地域の力・みんなの力〜」- ゲスト
- 東京青年会議所2007年3月例会「本当の思いやり、本気の行動が社会を変える」- 講師
- 出版記念トークライブ - 2009年1月、3月
- ONE STEPチャリティイベント - 2010年2月、MC
- ミックスレディースチャリティーライブ　愛伝 - 2010年11月、12月、2011年1月、2月
- 佐野商工会議所「地域元気アップセミナー」 - 2011年2月
- 中山弥栄塾　講演 - 2012年11月
- 宇宙食堂　「女子祭り」講演 - 2013年1月、2月
- ミリタリーチャリティライブ - MC
- Share your smile　チャリティライブ - MC
- 「FUJIYAMA特攻★ヤッピー」- 企画・運営・広報・MC
- 「春風Spring LOVE」873ネット - 運営・メインMC

## 出演

### テレビ番組
- 「親不孝者大賞」（2005年、フジテレビ）
- 「イチオシ」（2002年、テレビ東京）
- 「究極癒し戦隊ヴィーナス☆エンジェル」（2004年、テレビ東京）
- 「愛に恋」（2005年、テレビ埼玉）
- 「NEXT!」（2006年、新潟放送）
- 「夕方ワイド新潟一番」（2006年、テレビ新潟）
- 「エンタの神様」（2007年－2009年、日本テレビ）
- 「好きになった人」（2010年、日本テレビ）
- 「芸人報道」（2011年、日本テレビ）
- 「アリなし〜アリケン★ゴールデンスタジアム〜」（2011年4月、テレビ東京）
- 「ヤンごとなき!」（2012年4月－2015年12月、新潟テレビ21）卒業「賞味期限切れました！」

### ラジオ番組
- 「走志走愛〜神スマnight〜」（2012年11月-2017年９月　レインボータウンFM）
- 「すぎはら美里のガールズミリタリー」（2003年7月－2012年10月　レインボータウンFM）
- 「パケdioキャバクラチャンネル」（ラジオ日本）
- 「ゴー傑P」（毎日放送）
- 「ビッキーズのGOYODA!」（ラジオ大阪）
- 「コンビニラジオ 昼ラジ」（新潟放送）
- 「怪傑バナゴング」（新潟放送）
- 「石塚かおりの午後の楽園」（新潟放送）
- 「JAM THE WORLD」（J-WAVE）
- 「MOVE ON STREET」（FM PORT）
- 「求職 THE WAVE」（FM PORT）
- 「B12」（FM KENTO）
- 「HAPPY★FACTORY」（FM-NIIGATA）
- 「Negicco RADIO」（FM KENTO）－ ゲスト出演

### インターネットラジオ番組
- 「原宿銀蜂 ツッパれよ♡」2015年（渋谷クロスFM）
- 「つっぱれ！覇汝家(HANAYA)」2016-2017年（渋谷クロスFM）
- 「総長ダリアと伊藤芽衣のマブカワTV」2018年（渋谷クロスFM）

### 舞台
- ミュージカル「番外編　ダンスレボリューション〜ソノトキのワタシ〜2015」※ヨッシーママ役（2015年8月26-30日 築地ブディストホール)

### CS番組
- 「ラブコマンダー関西へ行く〜!」（旅チャンネル）
- 「歌舞伎町ラブコマンダー」（MONDO21）
- 「アダルト・トレジャー・エキスポ2007」（MONDO21）
- 「背徳の好奇心」（MONDO21）
- 「とっても快感!ラブLOVEクリニック」（MONDO21）
- 「琴線にふれる源泉宿 こだわりの温泉スペシャル」（旅チャンネル）
- 「旅ちゃんガイド」-第10話、第28話ゲスト出演（旅チャンネル）

### インターネット番組
- 「OLIVER’S WORLD」（あっ!とおどろく放送局）[3]
- 「夜遊びメールバトル」（あっ!とおどろく放送局）[4][5]
- 「TOSHIKI×ジョニーのやってみるか!」（あっ!とおどろく放送局）[6]
- 「コイカツ　恋愛ノウハウトークライブ」（マシェリバラエティ　マシェバラ 2009年12月11日）
- 「見たい!出たい!作りたい!」（あっ!とおどろく放送局） 2011年4月30日
- 「すぎはら美里の「駆け込み寺」」（あっ!とおどろく放送局） 2011年5月2日
- 「KONANの部屋」（あっ!とおどろく放送局） 2011年5月23日、5月30日
- 矢口真里の火曜The NIGHT（2018年11月21日[7][8]、12月19日、2022年5月4日[9]、AbemaTV）2018年は覇汝家として出演。2022年は乙女総長として出演[9]。

### テレビドラマ
- 「ビューティフルライフ」（2000年、TBS）
- 「百年の物語」（2002年、TBS）
- 「帝王」（2009年9月、毎日放送/TBS）

### Vシネマ
- 「爆裂スロッターチェリー　〜777の女王誕生〜」
- 「爆裂スロッターチェリー2　〜シマ荒らし・下克上編〜」

### 映画
- お色気戦隊 熟レンジャー（2012年） ‐ マニマニ軍団・古沢
- 戦極 Bloody Agent（2014年10月11日公開） - サユリ 役

### プロモーションビデオ
- 氣志團「夢見る頃を過ぎても」

### CD
- パラリラパSpecial（2017年3月29日、覇汝家）
  - M-1　パラリラパSpecial
  - M-2　ボイン TO THE WORLD◎◎
  - M-3　羯飛毘ホームラン！

### アダルトビデオ
2002年
- 陵辱女教師本番レイプ（9月6日、ヒビノ）※杉原美里 名義
- 極上美形巨乳妻出演妖艶官能文庫 天より降りし一滴（9月11日、タカラ映像）
- 痴汝魂（10月23日、グローリークエスト）
- 必殺レイプシリーズ第一弾 仕置き女レイプ（12月20日、ヒビノ）

2003年
- 痴女CHUDOKU（1月9日、AVS）
- 女教師発情（1月17日、タカラ映像）
- チ●ポなぶりの虜になった私 4 〜若妻編〜（2月6日、SODクリエイト）共演:高樹あさか、武藤さき、友田真希
- 巨乳マンション 〜Gカップ後妻は爆乳義母〜（2月7日、ワープエンタテインメント）
- DENIM（2月19日、ドリームチケット）共演:夏木美夕、星野桃
- すぎはら美里 表に出せないビデオ（2月21日、エイチ・エス映像）
- THE巨乳美容師（3月6日、ドリームチケット）共演:安西ゆみこ、内海あんな
- 必殺レイプシリーズ第一弾仕置き人レイプすぎはら美里（3月10日、ヒビノ）
- 美脚の発情ダブルま○こ すぎはら美里＋高井みづほ（3月10日、ドグマ）共演:高井みづほ
- 二泊三日 ザーメンDEおもてなし（3月20日、SODクリエイト）共演:高瀬りな
- 濡れてスケスケ（4月1日、バニーズバニー）
- 和 高級着物妻（4月4日、タカラ映像）共演:清川百合、神谷麗子
- 従順 〜いいなり〜（4月16日、GUTS）
- 綺麗なお姉さんに犯されたい あ〜凄く大きい〜! 上と下のおクチでしゃぶってあげる（4月30日、アテナ映像）
- 手コキませんか?（5月3日、ディープス）
- flower（5月16日、GUTS）
- 美人女医 誤診の罪（5月17日、アイエナジー）
- 凌辱鮫 11（5月23日、月光）
- 私に変態して!すぎはら美里（5月23日、ワイルドサイド）
- おんなのこのおなにー 4（6月5日、ディープス）他出演:平井まりあ、安来めぐ、笠木忍、京野真里奈、春日みゆき、深芳野、沢口あすか、星川いづみ、木原りんご、望月るあ、桜このみ、松沢はな、妹川尚子、萩原未央、夏川かえで、新井萌
- 仕事もできてドスケベなOL痴女集団にあなたも飼われてみませんか?（6月10日、ドグマ）共演:きくま聖、秋津薫、風見京子
- BODYHAZARD カリスマ美容師事件簿（6月20日、グラスワン・ソフトウエア）他出演:小野茜、金子みえ、原口まお
- チャーミングエンジェル 南くん救出大作戦（7月13日、メディアステーション）共演:加山由衣、西村あみ
- 裏切りの制裁 2人の女教師（7月19日、アイエナジー）共演:中根れい
- Topic Woman（8月15日、スタイルアート(MOODYZ)）
- [A級]単体生撮り スカウティングレポート（8月16日、SODクリエイト）他出演:春日みゆき、黒崎扇菜、桜井あみ、沢見ひかり、桜井彩美
- BODY EROS（8月16日、GUTS）共演:音咲絢、Kay.
- 女子アナ陵辱中継 3（9月5日、SODクリエイト）
- N0.1美女軍団 新任女教師（9月5日、アイエナジー）共演:長谷川瞳、宝来みゆき、松坂樹梨
- 社長秘書[indecent secretary]（9月12日、ジャネス）
- ミニパトポリス（9月19日、アイエナジー）共演:渡瀬晶、海野真珠
- イカサレ4時間 2（9月26日、ケイ・エム・プロデュース）共演:臼井利奈、加山由衣、田村麻衣、三代目葵マリー
- すぎはら美里の痴女という生き方（10月1日、ワンズファクトリー）
- ミステリアスGO! CATs EYE No.1 キャッツ◆アイ軍団（10月4日、アイエナジー）共演:長谷川瞳、宝来みゆき
- 接吻中毒お姉さん すぎはら美里（10月10日、ドグマ）
- NO.1女教師軍団（10月18日、アイエナジー）共演:渡瀬晶、海野真珠、kay.
- 禁断の義 母娘愛 すぎはら美里コレクション（10月31日、ロイヤルアート）
- すぎはら美里という伝説の痴女優の引退作!（11月20日、ダッシュ（ハンドメイドビジョン））

2004年
- NO.1美女軍団 -女教師中出し輪姦伝説-（1月8日、アイエナジー）共演:新山愛里、小泉キラリ、デヴィ
- 女刑事・究極の野外露出陵辱 すぎはら美里（1月22日、アイエナジー）
- NO.1美女軍団 中出し新任教育指導 新任女教師スペシャル（2月19日、アイエナジー）共演:酒井るんな、日向あみ、杏野るり、ARISA
- W爆乳熟女 vol.2（4月23日、スパークス）共演:姿麗子
- 不法チン入 3 美人妻満載（6月5日、アイエナジー）他出演:加山由衣、はらだはるな、蒼吹雪、矢田あき
- 貴婦人 避暑地の乱れ妻（7月9日、ビッグモーカル）他出演:上村春奈、朝比奈りり子、赤坂ルナ、石井えりか、千月乃香、小池絵美子、秋葉りさ
- private dance（8月15日、スタイルアート）共演:姫咲しゅり、朝河蘭、渡瀬晶、安西利香、ゆりあ、Kay.、かわいゆい、沖那つばさ、片瀬梨音
- 人妻ぶっかけザーメン（12月4日、アイエナジー）共演:はらだはるな、萩原さやか、星月まゆら
- Hな働くお姉さんの時間外勤務（12月16日、アイエナジー）共演:三咲まお、伊吹理沙、薫桜子

発売日不明
- 姉の痴汁（プールクラブ）

## 書籍
- 咲き走り★ホットロード（2008年12月23日、講談社） ISBN 978-4062151184

### 写真集
- hunt（2002年12月、三和出版、撮影：小町剛廣）ISBN 978-4883569502